# Agathokles von Kyzikos
Agathokles von Kyzikos war ein antiker griechischer Geschichtsschreiber. Er lebte vielleicht im 3. Jahrhundert v. Chr.; seine genauen Lebensdaten und seine Herkunft sind unbekannt. Er wird teils auch als Babylonier bezeichnet und schrieb in ionischer Sprache eine Geschichte seiner Heimatstadt Kyzikos (genannt περὶ Κυζίκου, Über Kyzikos). Das Werk ist verloren, doch wird es von verschiedenen antiken Autoren zitiert und war daher anscheinend recht beliebt. Es gehörte zu den ältesten Zeugnissen der römischen Gründungssage um Romulus und Remus.

## Ausgaben
- Die Fragmente der griechischen Historiker bzw. (mit englischer Übersetzung und Kommentar) Brill’s New Jacoby Nr. 472